# Abja-Paluoja
Abja-Paluoja är en mindre stad i Viljandimaa i södra Estland. Staden är centralort i Mulgi kommun. Abja-Paluoja hade 1 026 invånare vid folkräkningen år 2021, på en yta av 4,49 km².
Abja-Paluoja nämns i skrift för första gången 1504. Staden fick stadsprivilegier 1993 och blev en egen kommun, men den inkorporerades 1998 in i landskommunen Abja. Vid kommunreformen 2017 slogs Abja kommun samman med Halliste kommun, Karksi kommun och staden Mõisaküla för att bilda Mulgi kommun.
Abja-Paluoja ligger utmed riksväg 6 mellan Pärnu och Valga.